# Хореографія
Хореографія (від грец. χορεία — танець, танок, та грец. γραφή — писати) — мистецтво постановки танцю як послідовності кроків, рухів, фігур для створення найкращого сценічного ефекту.
Мистецтво створення сценічного танцю ґрунтується на маніпуляції абстрактних елементів рухів людського тіла: простору, форми, часу, енергії в рамках емоціонального контексту з метою вираження унікального творчого голосу. Мова рухів хореографії — це мова танцювальної техніки балету, сучасного чи джазового танцю, хіп-хопу, народного танцю, обрядового танцю чи звичних повсякденних рухів.
Хореографія намагається досягти в танцювальній композиції органічної цілісності, ритмічної і неритмічної артикуляції, теми й варіації, повторення та імпровізації.
Термін «хореографія» вживають також щодо постановки виступів у певних видах спорту: художній та спортивній гімнастиці, фігурному катанні, синхронному плаванні тощо.
Поняття хореографії також використовується у описанні бізнес-процесів у нотації (мові опису) BPMN для наочного опису послідовності взаємодії учасників при виконанні бізнес-процесу (діаграма «Хореографія» BPMN).